# ألبارو ألونسو
ألبارو ألونسو تييتشيا (مونتيبيديو، 11 مارس 1955)، محاسب وسياسي أوروجواياني، ينتمي إلى الحزب الوطني.

## السيرة الذاتية
درس العلوم الاقتصادية في جامعة الجمهورية، وتخرّج كمحاسب قانوني وحاصل على شهادة الليسانس في الإدارة.
تم انتخابه كعضو شريك في مجلس الشيوخ عن تيار الهيرريرية عام 1989، وتولى المنصب في عام 1992 عندما تم تعيين العضو الأصلي، إجناسيو دي بوساداس، وزيرًا للاقتصاد. وكان قد شغل سابقًا منصبًا في مجلس إدارة شركة الطيران الوطنية "PLUNA" (بلونا). ولاحقًا، شارك أيضًا في مجلس إدارة بنك التأمينات الحكومي.
في انتخابات عام 1994، دعم ترشيح خوان أندريس راميريث. وعندما انفصل هذا الأخير عن تيار الهيرريرية في عام 1995، أسّسا معًا تيارًا سياسيًا جديدًا يُدعى "التحدي الوطني" (Desafío Nacional). وبعد وفاة ألبارو كاربوني، تولّى ألونسو مقعده في البرلمان كنائب.
في انتخابات عام 1999، دعم ترشيح راميريث لرئاسة الجمهورية، وفي أكتوبر تم انتخابه نائبًا. وعندما تولّى خورخي باتي رئاسة البلاد، وفي إطار حكومة ائتلافية، عُيّن ألونسو وزيرًا للعمل والضمان الاجتماعي، وهو المنصب الذي شغله بين عامي 2000 و2002. وعندما انسحب الحزب الوطني من الحكومة، عاد ألونسو إلى مقعده في البرلمان. وفي انتخابات عام 2004، أُعيد انتخابه نائبًا.
وبعد انفصاله عن راميريث، أعلن في عام 2009 دعمه للترشيح المسبق للويس ألبرتو لاكايّي، لكنه حصل على نسبة تصويت ضئيلة في الانتخابات التمهيدية التي جرت في يونيو.

## حياته الخاصة
متزوج من إليونورا مونيوث نيجرو، وله ثلاث بنات: جييرمينا، مالينا، وخولييتا.